# Географія Центральноафриканської Республіки
Центральноафриканська Республіка — центральноафриканська країна, що знаходиться в самому центрі континенту . Загальна площа країни 622 984 км² (45-те місце у світі), з яких на суходіл припадає 622 984 км², а на поверхню внутрішніх вод — 0 км². Площа країни трохи більша за площу території України, трохи менша за Техас. 

## Назва
Офіційна назва — Центральноафриканська Республіка, ЦАР (фр. République Centrafricaine; санго Ködörösêse tî Bêafrîka). Назва країни розкриває географічне положення в центрі африканського континенту. Колишня назва французької колонії до 1958 року — Убангі-Шарі, за назвами головних річок країни. За часів диктатора Жана-Беделя Бокасси з 1976 по 1979 роки країна носила назву Центральноафриканська імперія.

## Географічне положення

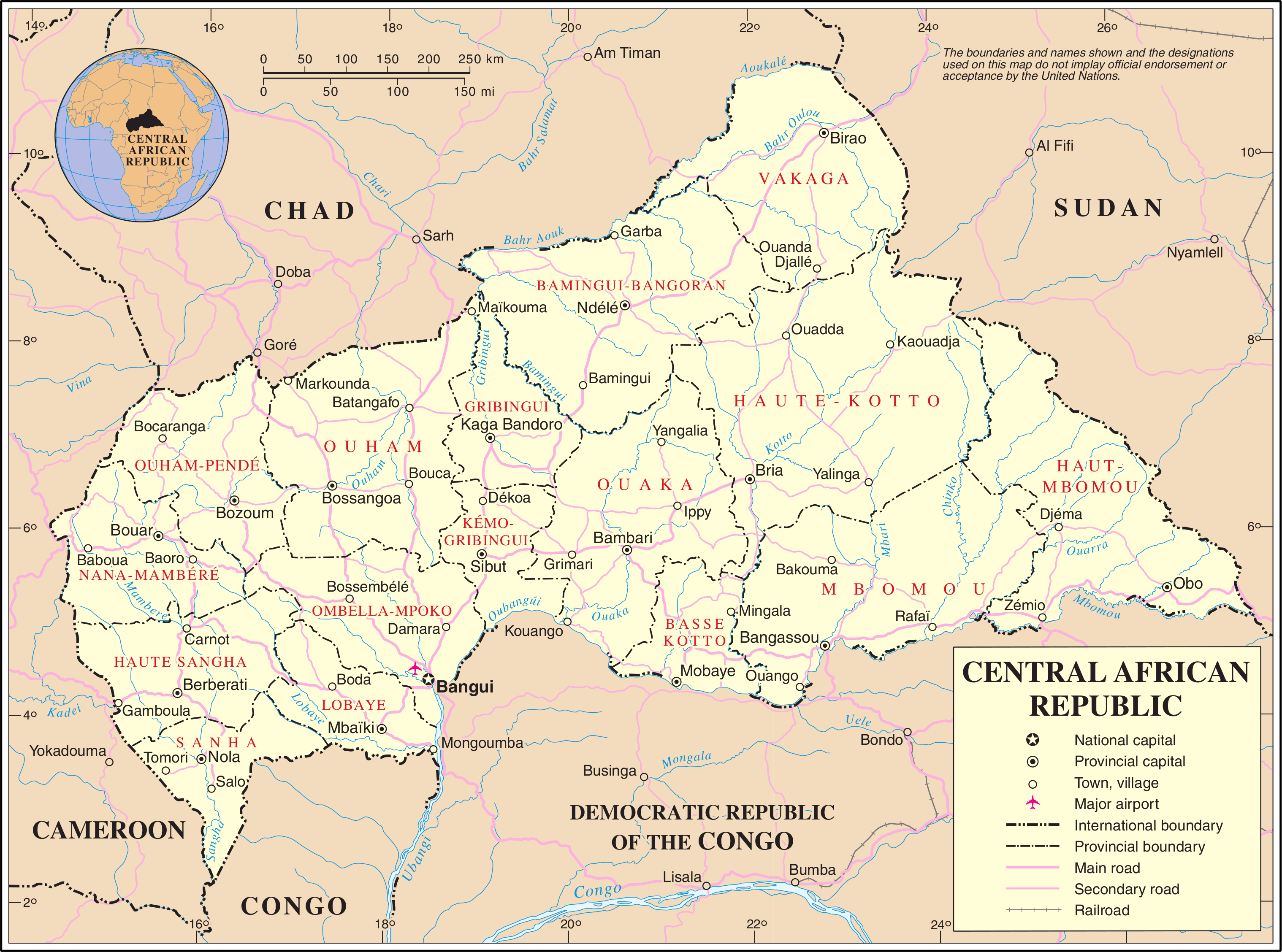
Карта Центральноафриканської Республіки від ООН

Порівняння розмірів території Центральноафриканської Республіки та США

Центральноафриканська Республіка — центральноафриканська країна, що межує з шістьма іншими країнами: на півночі — з Чадом (спільний кордон — 1556 км), на заході — з Камеруном (901 км), на півдні — з ДР Конго (1747 км) і Республікою Конго (487 км), на сході — з Південним Суданом (1055 км), на північному сході — з Суданом (174 км). Загальна довжина державного кордону — 5920 км. Країна не має виходу до вод Світового океану.

### Час
Час у Центральноафриканській Республіці: UTC+1 (-1 година різниці часу з Києвом).

## Геологія

### Корисні копалини
Надра Центральноафриканської Республіки багаті на ряд корисних копалин: алмази, уранові руди, золото, нафту.

## Рельєф
Середні висоти — 635 м; найнижча точка — уріз вод річки Убангі (335 м); найвища точка — гора Нгауї (фр. Mont Ngaoui; 1420 м). Поверхня країни являє собою хвилясте плоскогір'я висотою від 600 до 900 метрів, що розділяє басейни річки Конго і озера Чад. У його межах виділяють східну і західну частини. Східна частина має загальний ухил на південь, до річок Мбому (Бому) і Убанги. На півночі знаходиться масив Ферт, що з груп ізольованих гір і хребтів (висотою понад 900 метрів) Абурасейн, Дар-Шалла і Монго (понад 1370 м). На півдні місцями підносяться скельні останці (місцева назва — «кагас»). На заході плоскогір'я розташовані масив Яде, що триває в Камеруні, окремі останці-кагас і субширотно орієнтовані горсти, обмежені розломами. Пологохвиляста плато, складене білими пісковиками, простягається між Бербераті, Буар і Бодой.

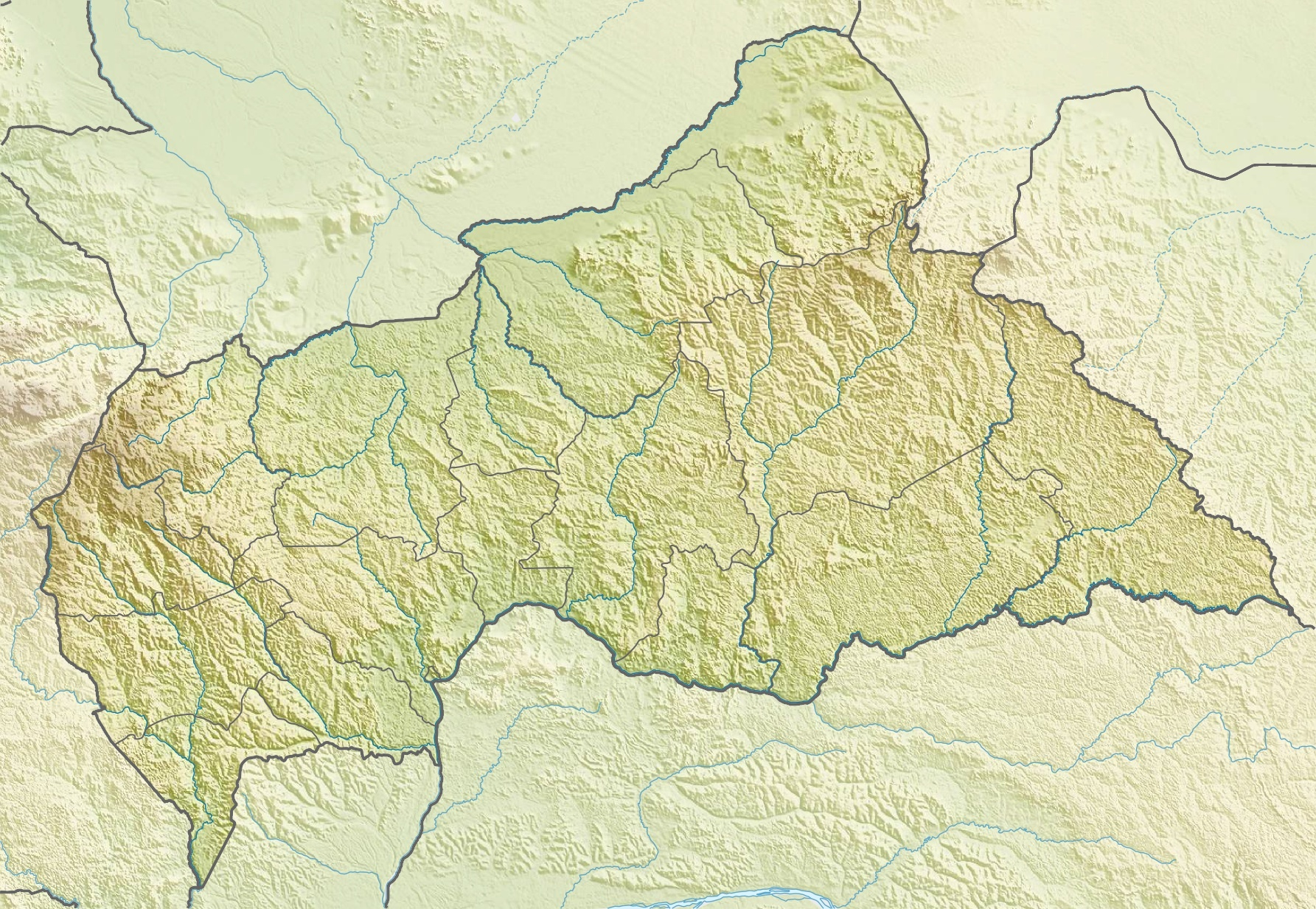
Гіпсометрична карта  Центральноафриканської Республіки
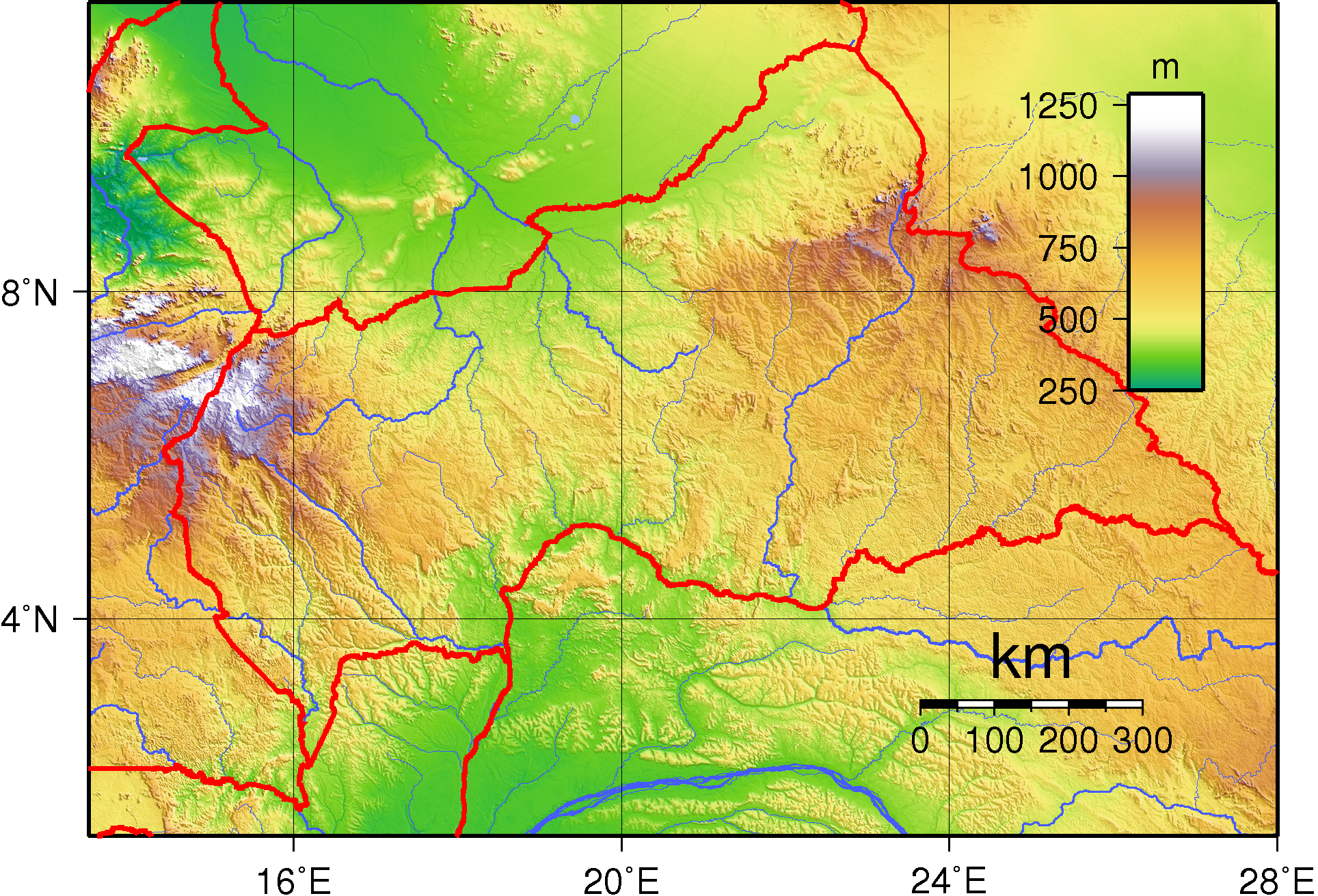
Рельєф Центральноафриканської Республіки
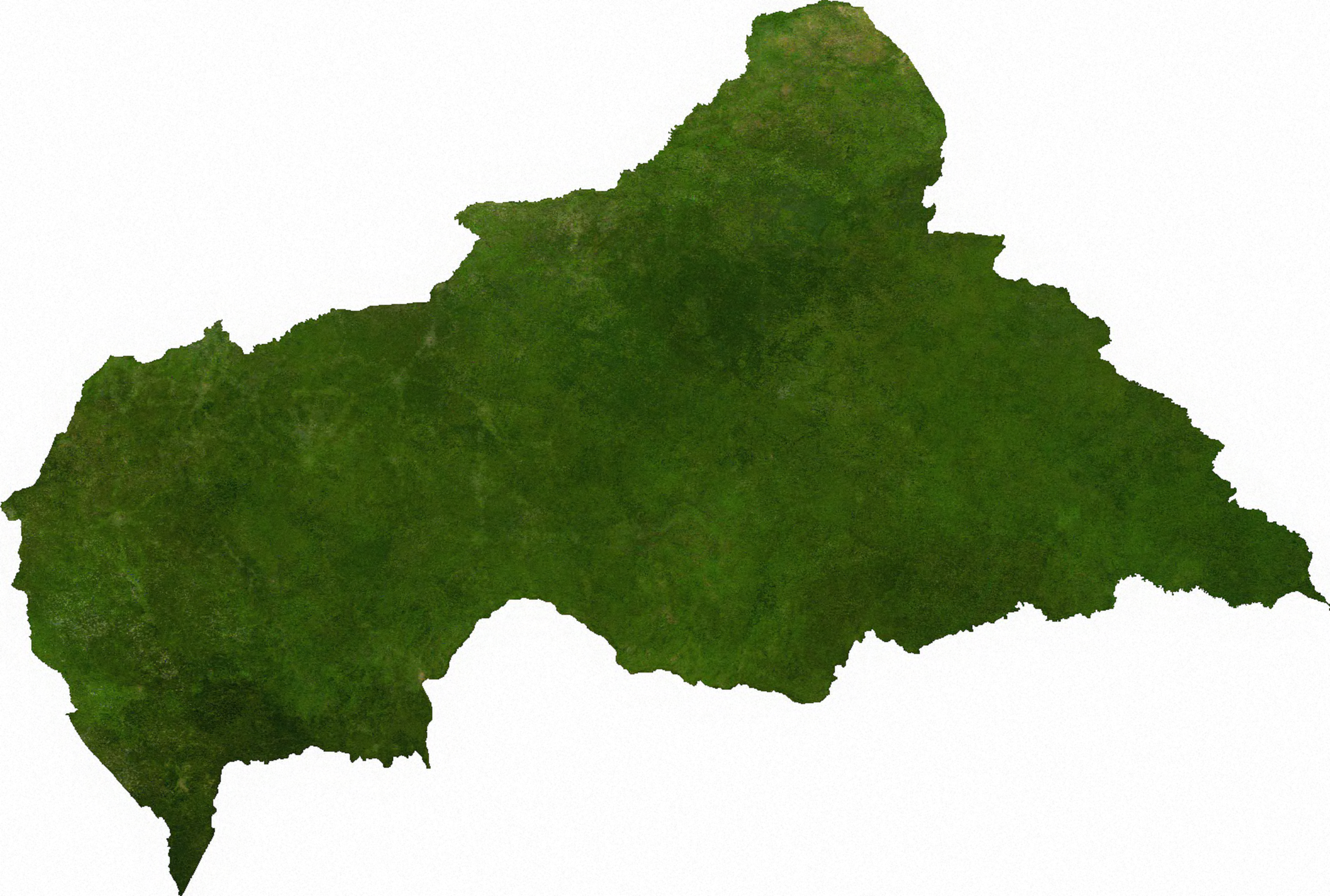
Супутниковий знімок поверхні країни
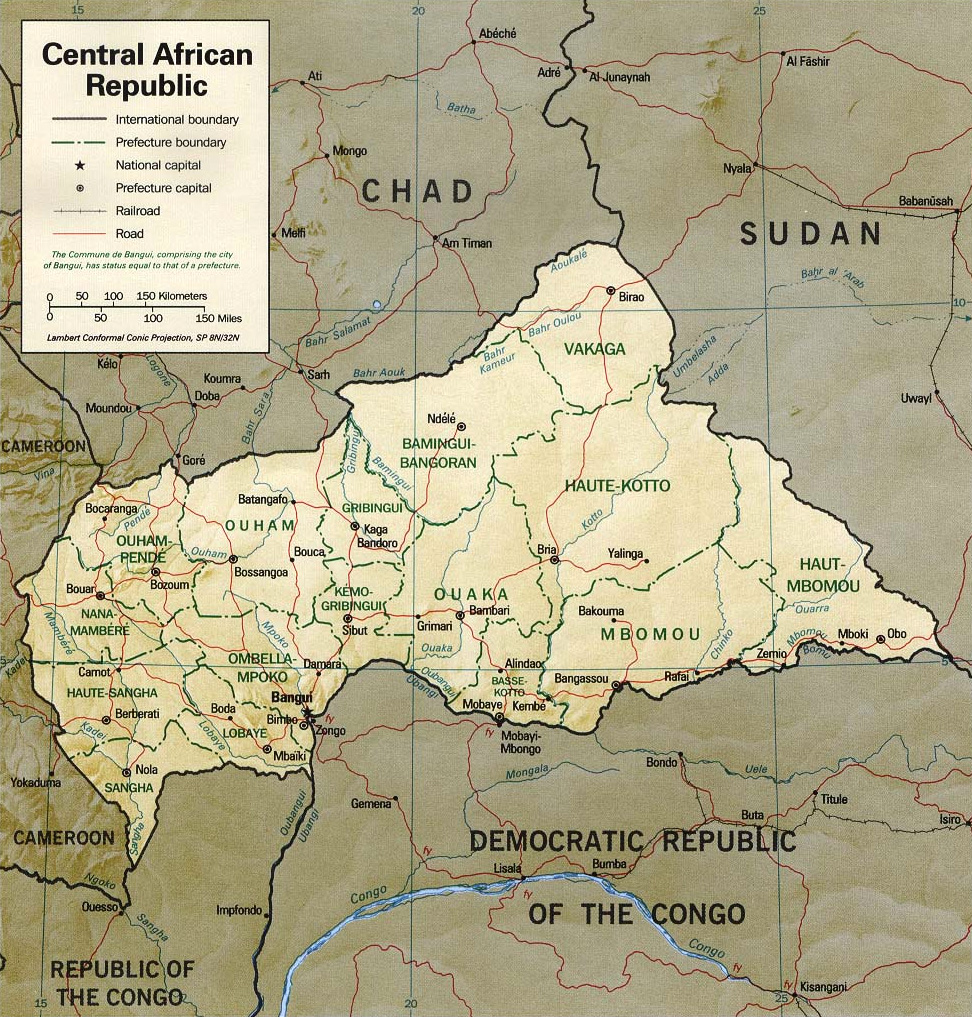
Карта країни (англ.)

## Клімат
Південнозахідна частина Центральноафриканської Республіки лежить у екваторіальному кліматичному поясі, центр і північ — у субекваторіальному. Влітку переважають екваторіальні повітряні маси, взимку — тропічні. Влітку вітри дмуть від, а взимку до екватора. Сезонні амплітуди температури повітря незначні, зимовий період не набагато прохолодніший за літній. Зволоження достатнє, але влітку може відмічатись посушливий сезон. На півночі середня річна кількість опадів становить 1250 мм на рік, вони випадають переважно з липня по вересень, а також у грудні-січні. Середня річна температура +27°С, а на півдні — +25°С. Середня річна кількість опадів перевищує 1900 мм; вологий сезон триває з липня по жовтень; грудень і січень — сухі місяці.
На південному заході цілий рік панують екваторіальні повітряні маси. превалюють слабкі вітри, цілий рік надмірне зволоження, майже щодня по обіді йдуть дощі, часто зливи з грозами.

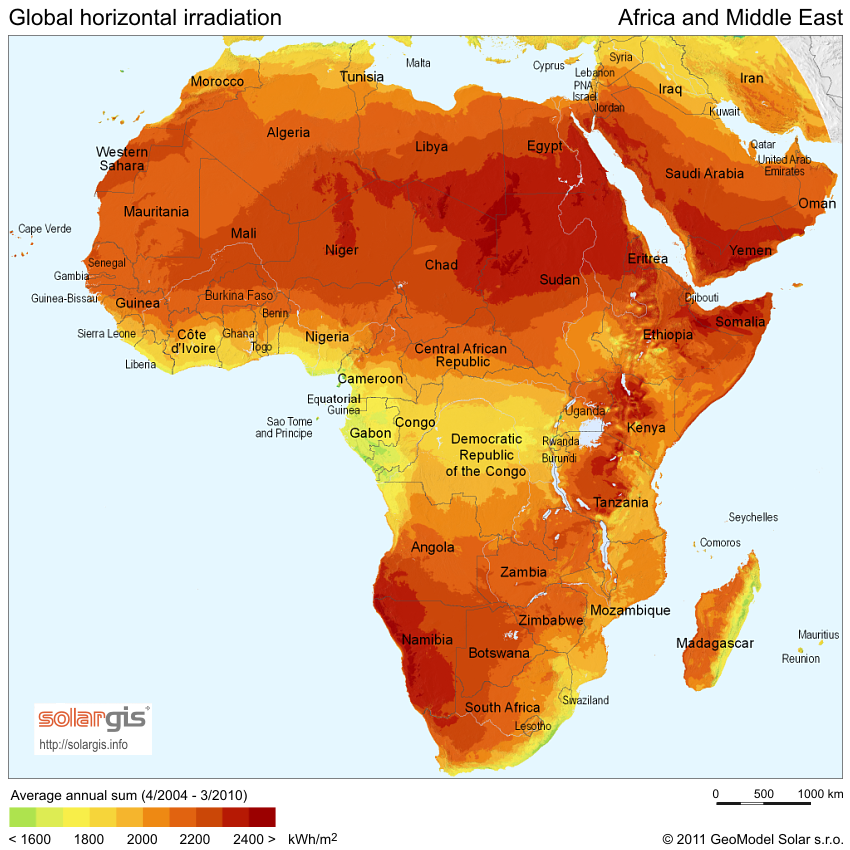
Сонячна радіація (англ.)
Кліматична карта Центральноафриканської Республіки (за Кеппеном)

Центральноафриканська Республіка є членом Всесвітньої метеорологічної організації (WMO), в країні ведуться систематичні спостереження за погодою.

## Внутрішні води
Загальні запаси відновлюваних водних ресурсів (ґрунтові і поверхневі прісні води) становлять 144,4 км³.
Станом на 2012 рік в країні налічувалось 10 км² зрошуваних земель.

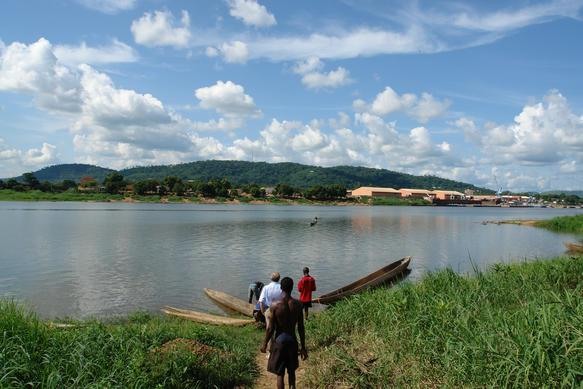
Убангі поблизу Бангі
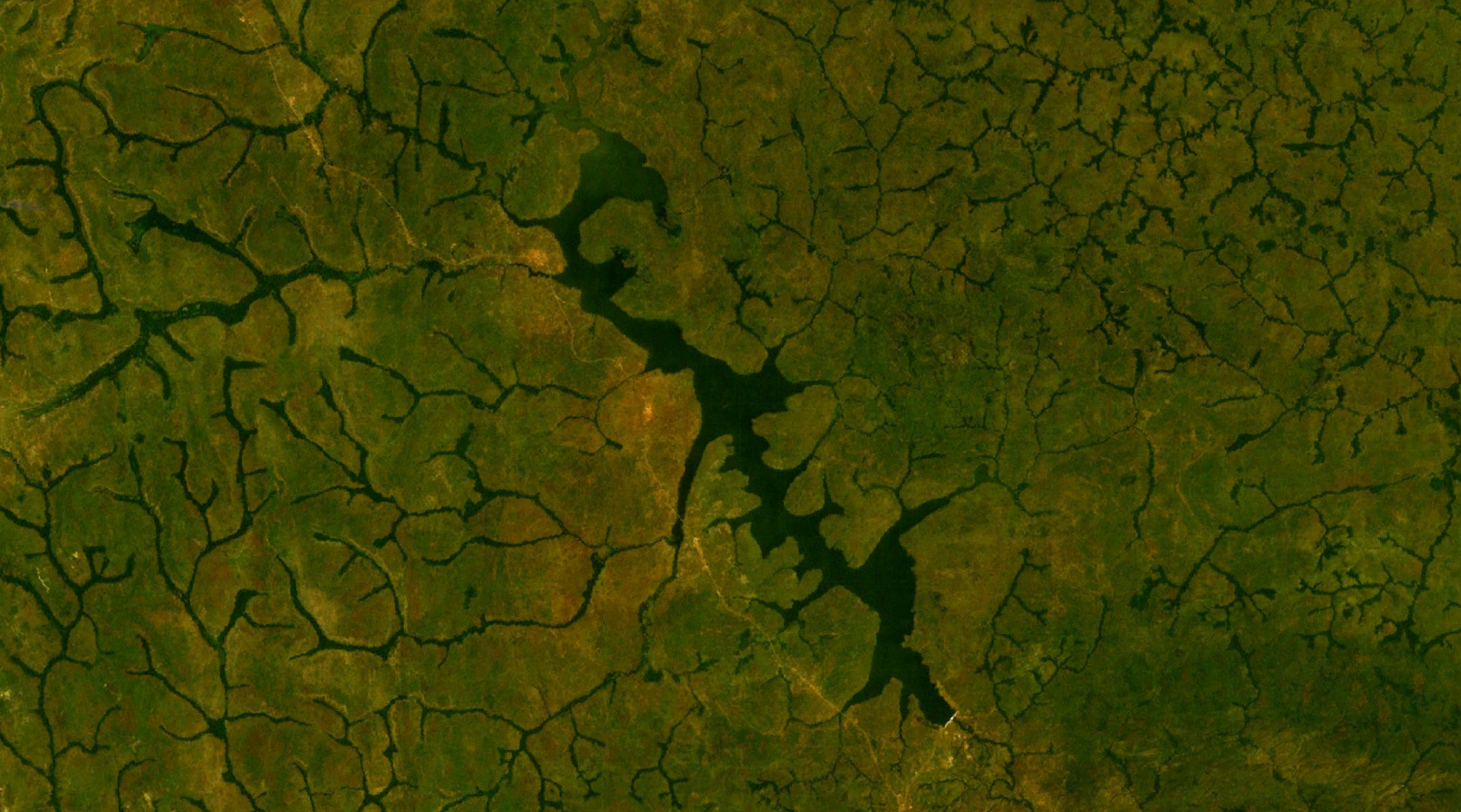
Водосховище Мбалі з космосу
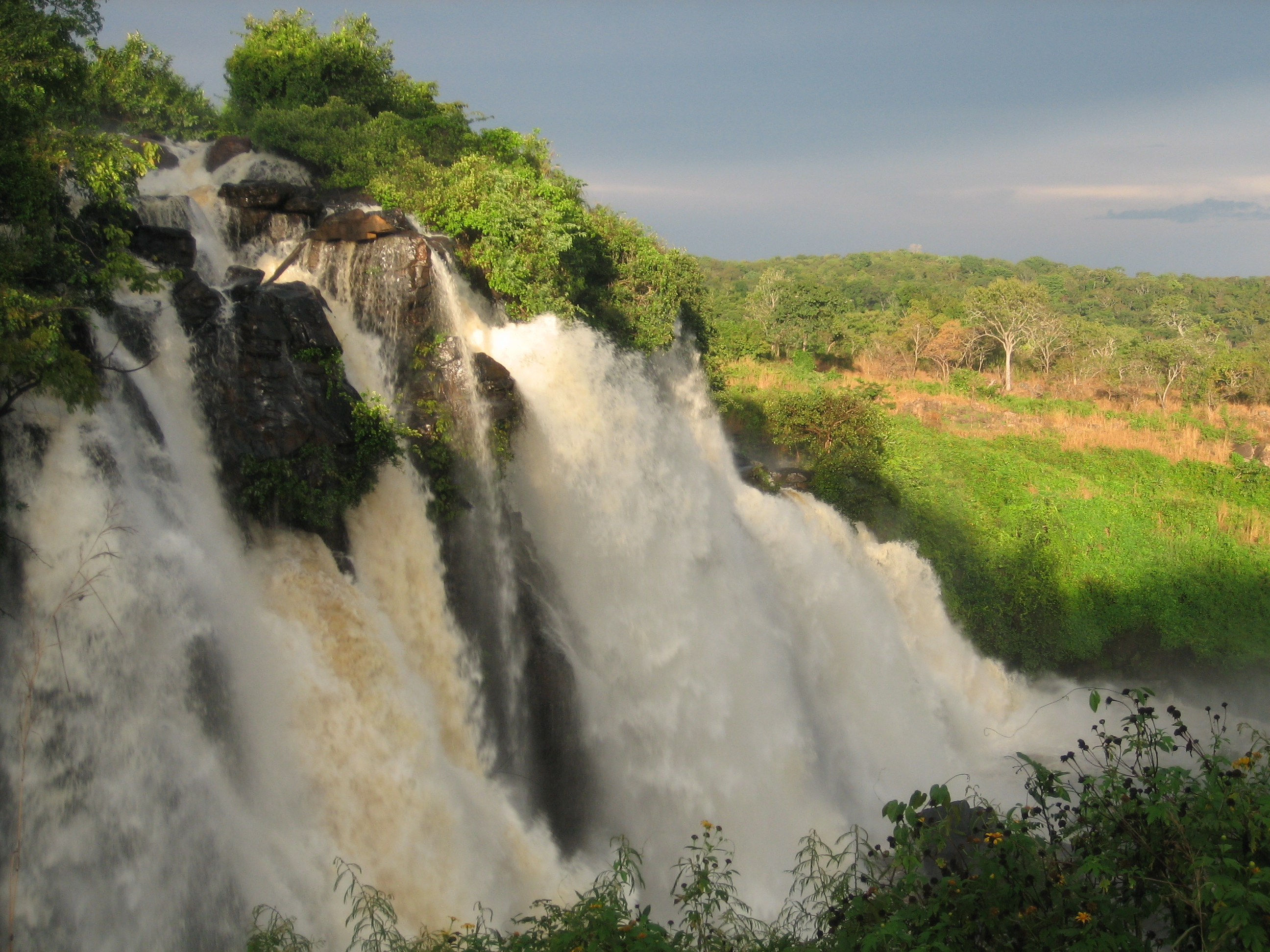
Водоспад Боалі на річці Мбалі

### Річки
Річки півдня країни належать басейну Гвінейської затоки Атлантичного океану; півночі — безстічної області озера Чад. Головні річки на сході країни — Шинко і Мбар — судноплавні в нижніх течіях; вище проходженню суден перешкоджають пороги.

### Озера
Найбільшим водним резервуаром є водосховище Мбалі на однойменній річці. Площа водного дзеркала — 40 км², об'єм — 250 млн м³.

## Рослинність
Рослинність змінюється з півночі на південь. Лише на південному заході збереглися густі вологі тропічні ліси; по напрямку до північного сходу лісу по долинах річок змінюються савановими редколіссями й злаковниками.
Земельні ресурси Центральноафриканської Республіки (оцінка 2011 року):
- придатні для сільськогосподарського обробітку землі — 8,1 %,
  - орні землі — 2,9 %,
  - багаторічні насадження — 0,1 %,
  - землі, що постійно використовуються під пасовища — 5,1 %;
- землі, зайняті лісами і чагарниками — 36,2 %;
- інше — 55,7 %[1].

## Тваринний світ
У зоогеографічному відношенні територія країни відноситься до Ефіопської області: південна частина — до Західноафриканської, північна — до Східноафриканської підобласті.

## Охорона природи
Центральноафриканська Республіка є учасником ряду міжнародних угод з охорони навколишнього середовища:
- Конвенції про біологічне різноманіття (CBD),
- Рамкової конвенції ООН про зміну клімату (UNFCCC),
- Кіотського протоколу до Рамкової конвенції,
- Конвенції ООН про боротьбу з опустелюванням (UNCCD),
- Конвенції про міжнародну торгівлю видами дикої фауни і флори, що перебувають під загрозою зникнення (CITES),
- Базельської конвенції протидії транскордонному переміщенню небезпечних відходів,
- Монреальського протоколу з охорони озонового шару,
- Міжнародної угоди про торгівлю тропічною деревиною 1994 року,
- Рамсарської конвенції із захисту водно-болотних угідь[10].

Урядом країни підписані, але не ратифіковані міжнародні угоди щодо: міжнародного морського права.

## Стихійні лиха та екологічні проблеми
На території країни спостерігаються небезпечні природні явища і стихійні лиха: жаркі й посушливі вітри харматани на півночі дмуть з Сахари; часті повіді.
Серед екологічних проблем варто відзначити:
- питна вода не відповідає санітарним нормам;
- браконьєрство, яке знищує репутацію країни, як останнього великого заповідника великої африканської фауни;
- спустелювання;
- знеліснення.

## Фізико-географічне районування
У фізико-географічному відношенні територію Центральноафриканської Республіки можна розділити на _ райони, що відрізняються один від одного рельєфом, кліматом, рослинним покривом: .

### Українською
- Атлас світу / голов. ред. І. С. Руденко ; зав. ред. В. В. Радченко ; відп. ред. О. В. Вакуленко. — К. : ДНВП «Картографія», 2005. — 336 с. — ISBN 9666315467.
- Атлас. 7 клас. Географія материків і океанів / Укладачі О. Я. Скуратович, Н. І. Чанцева. — К. : ДНВП «Картографія», 2014.
- Бєлозоров С. Т. Африка : фізико-географічний нарис. — вид. 2-ге, перероб. і доп. — К. : Радянська школа, 1957. — 232 с.
- Барановська О. В. Фізична географія материків і океанів : навч. посіб. для студентів ВНЗ : [у 2 ч.]. — Н. : Ніжинський державний університет ім. Миколи Гоголя, 2013. — 306 с. — ISBN 978-617-527-106-3.
- Центральноафриканська Республіка // Гірничий енциклопедичний словник : [у 3-х тт.] / за ред. В. С. Білецького. — Д. : Східний видавничий дім, 2004. — Т. 3. — 752 с. — ISBN 966-7804-78-X.
- Костів Л. Я. Фізична географія материків і океанів. Африка : навч.-метод. посібник. — Л. : Видавничий центр ЛНУ імені Івана Франка, 2017. — 184 с. — ISBN 978-617-10-0374-3.
- Панасенко Б. Д. Фізична географія материків : навч. посіб. : в 2 ч. — В. : ЕкоБізнесЦентр, 1999. — 200 с.
- Юрківський В. М. Регіональна економічна і соціальна географія. Зарубіжні країни: Підручник. — 2-ге. — К. : Либідь, 2001. — 416 с. — ISBN 966-06-0092-5.

### Англійською
- (англ.) Graham Bateman. The Encyclopedia of World Geography. — Andromeda, 2002. — 288 с. — ISBN 1871869587.

### Російською
- (рос.) Авакян А. Б., Салтанкин В. П., Шарапов В. А. Водохранилища. — М. : Мысль, 1987. — 326 с. — (Природа мира)
- (рос.) Алисов Б. П., Берлин И. А., Михель В. М. Курс климатологии [в 3-х тт.] / под. ред. Е. С. Рубинштейна. — Л. : Гидрометиздат, 1954. — Т. 3. Климаты земного шара. — 320 с.
- (рос.) Апродов В. А. Вулканы. — М. : Мысль, 1982. — 368 с. — (Природа мира)
- (рос.) Апродов В. А. Зоны землетрясений. — М. : Мысль, 2010. — 462 с. — (Природа мира) — ISBN 978-5-244-01122-7.
- (рос.) Центральноафриканская Республика // Африка: энциклопедический справочник [в 2-х тт.] / гл. ред. А. А. Громыко. — М. : Советская энциклопедия, 1986. — Т. 2. К-Я. — 671 с.
- (рос.) Браун Л. Африка. — М. : Прогресс, 1976. — 288 с. — (Континенты, на которых мы живем)
- (рос.) Букштынов А. Д., Грошев Б. И., Крылов Г. В. Леса. — М. : Мысль, 1981. — 316 с. — (Природа мира)
- (рос.) Власова Т. В. Физическая география материков. С прилегающими частями океанов. Южная Америка, Африка, Австралия и Океания, Антарктида. — 4-е, перераб. — М. : Просвещение, 1986. — 269 с.
- (рос.) Гвоздецкий Н. А., Голубчиков Ю. Н. Горы. — М. : Мысль, 1987. — 400 с. — (Природа мира)
- (рос.) Гвоздецкий Н. А. Карст. — М. : Мысль, 1981. — 214 с. — (Природа мира)
- (рос.) Географический энциклопедический словарь: географические названия / под. ред. А. Ф. Трёшникова. — 2-е изд., доп. — М. : Советская энциклопедия, 1989. — 585 с. — ISBN 5-85270-057-6.
- (рос.) Исаченко А. Г., Шляпников А. А. Ландшафты. — М. : Мысль, 1989. — 504 с. — (Природа мира) — ISBN 5-244-00177-9.
- (рос.) Словарь современных географических названий / под общей редакцией акад. В. М. Котлякова. — Екатеринбург : У-Фактория, 2006.
- (рос.) Лобова Е. В., Хабаров А. В. Почвы. — М. : Мысль, 1983. — 304 с. — (Природа мира)
- (рос.) Максаковский В. П. Географическая картина мира. Книга I: Общая характеристика мира. — М. : Дрофа, 2008. — 495 с. — ISBN 978-5-358-05275-8.
- (рос.) Максаковский В. П. Географическая картина мира. Книга II: Региональная характеристика мира. — М. : Дрофа, 2009. — 480 с. — ISBN 978-5-358-06280-1.
- (рос.) Поспелов Е. М. Географические названия мира: Топонимический словарь. — М. : АСТ, 2005.
- (рос.) Центральноафриканская Республика // Страны Африки. Политико-экономический справочник / ред. В. Солодовников, В. Румянцев. — М. : Издательство политической литературы, 1969. — 318 с.
- (рос.) Физико-географический атлас мира. — М. : Академия наук СССР и Главное управление геодезии и картографии ГУГК СССР, 1964. — 298 с.
- (рос.) Энциклопедия стран мира / глав. ред. Н. А. Симония. — М. : НПО «Экономика» РАН, отделение общественных наук, 2004. — 1319 с. — ISBN 5-282-02318-0.